# Paraloricaria

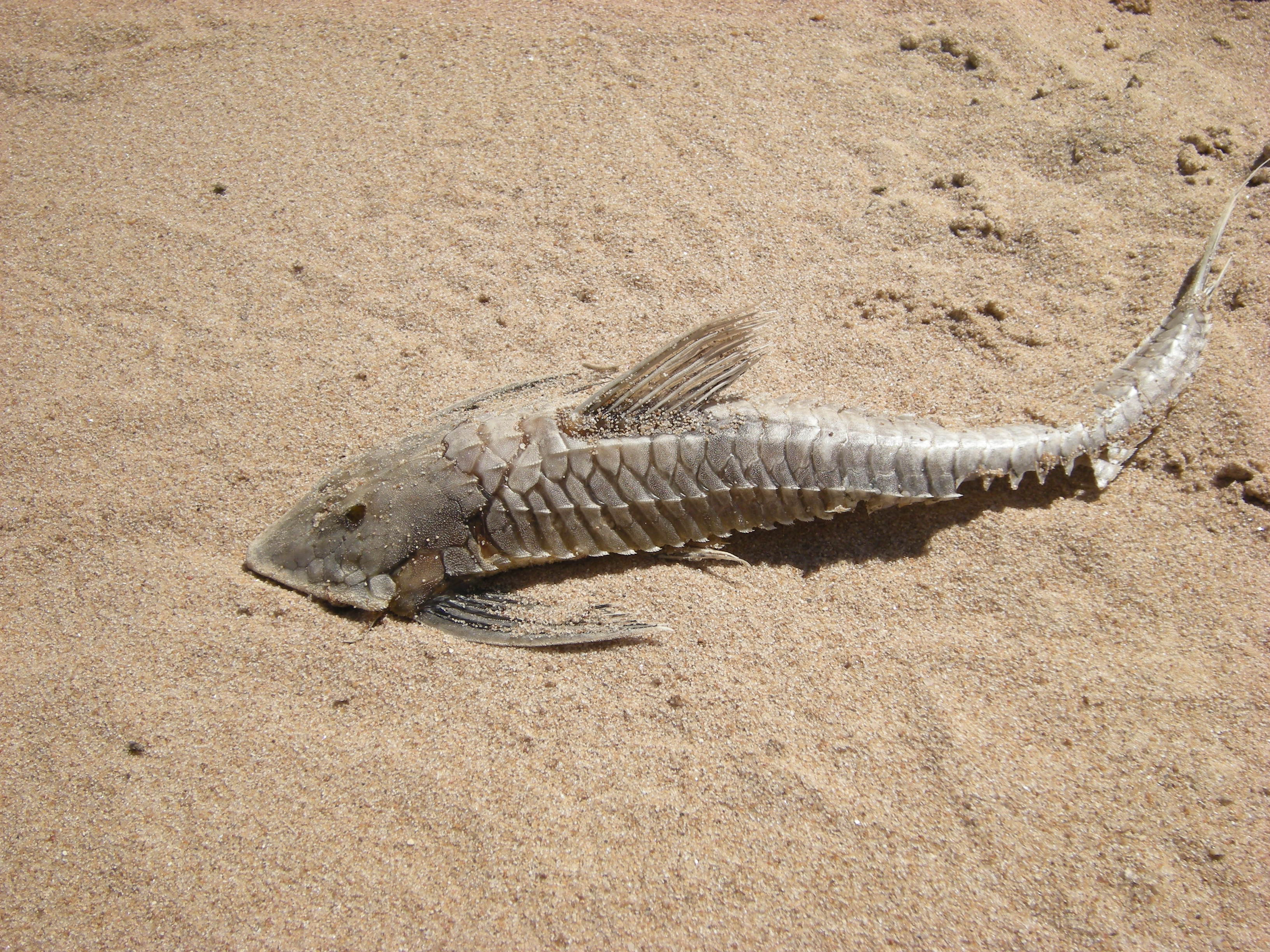
Paraloricaria vetula en Colonia Valdense, Uruguay.

Paraloricaria es un género de peces de agua dulce de la familia Loricariidae en el orden Siluriformes. Sus 3 especies habitan en aguas cálidas y templadas de América del Sur, son denominadas comúnmente viejas de látigo o viejas de cola, a causa del largo filamento que les nace del extremo superior de la aleta anal. La mayor especie (Paraloricaria vetula) alcanza una longitud total que ronda los 55 cm.

## Distribución
Paraloricaria es característico de la cuenca del Plata en Paraguay, Bolivia, Brasil, Uruguay y el nordeste de la Argentina.   

## Taxonomía
Este género fue descrito originalmente en el año 1979 por el ictiólogo Isbrücker. Su especie tipo es: Loricaria vetula Valenciennes, 1836 (Paraloricaria vetula). El holotipo es: MNHN A.8996 (hembra).
No posee localidad tipo, pero en 1840 Cuvier y Valenciennes indican: «alrededores
de Buenos Aires». Su género hermano es Loricaria. 
Paraloricaria presenta un cuerpo muy aplanado, débiles muescas postorbitales, largas y ramificadas barbillas maxilares, y en general, barbas con flecos bien visibles. 
Especies
Este género se subdivide en 3 especies:
- Paraloricaria agastor Isbrücker, 1979
- Paraloricaria commersonoides (Devincenzi, 1943)
- Paraloricaria vetula (Valenciennes, 1835)

## Costumbres
En Paraloricaria, la función característica de sus labios es el permitir la adhesión al sustrato, pero durante el período de desove son orientados hacia una función reproductiva. El dimorfismo sexual incluye el desarrollo hipertrofiado de los labios, que son utilizados por el macho para la incubación de los huevos.